# Sarat Pujari

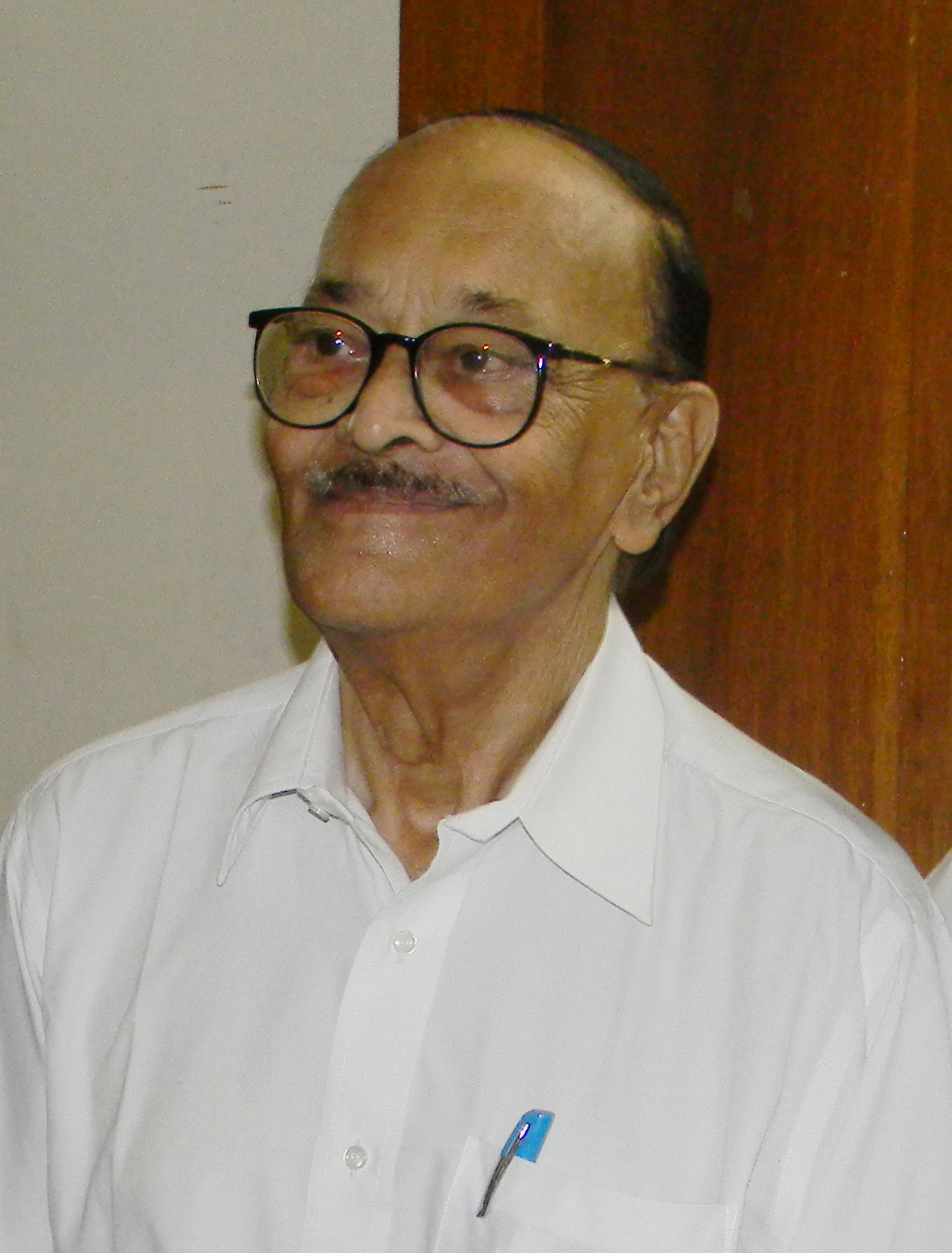
Dr. Sarat Pujari.

Sarat Pujari (8 de agosto de 1934 - 12 de mayo de 2014) fue un actor de cine indio, director y productor en la industria del cine Oriya (Ollywood). Él era originario de Jhaduapada, Sambalpur.

## Carrera
Después de completar sus estudios comenzó su carrera como diseñador de bloque y agente de publicidad. En 1959, se incorporó como profesor de Economía en la Universidad Panchayat, Bargarh que renunció en 1966. Luego, se incorporó a Tapang Luz Foundery, Nayagarh como Gerente de Obras.

## Vida personal y muerte
El 12 de mayo de 2014 sufrió un paro cardíaco alrededor de las 12:30 de la mañana y murió en su casa en Bhubaneshwar. Le sobreviven su esposa, dos hijas y dos hijos. Su hijo Soumen Pujari también es actor.

## Filmografía
- Jiban Sathi (1963) - sarat
- Matira Manisha (1966) - Baraju
- Kaa (1966)
- Arundhati (1967) - Manoj
- Tapoi(1978) - Director
- Ashanta Graha (1982) SARAT - Director
- Astaraga (1982)- Director
- Andha Diganta (1988)
- Bhukha (1989)
- Drusti (1990)
- Aranya Rodan (1992)
- Aranyaka  - Raja Saheb
- Shesha Drushti (1997) - Kedar Babu

## Premios
- Orissa Cine Artist Association Award (2012)[3][4][5]
- Hemanta Das Kala Samman, 2011[6]